# Lista över offentlig konst i Fagersta kommun
Lista över offentlig konst i Fagersta kommun är en ofullständig förteckning över permanent utomhusplacerad offentlig konst i Fagersta kommun.
| Titel                           | Konstnär(er)     | Årtal | Beskrivning | Typ - material                           | Plats Koordinater                                                      | Bild                      |
| ------------------------------- | ---------------- | ----- | ----------- | ---------------------------------------- | ---------------------------------------------------------------------- | ------------------------- |
| Masten                          | Günter Puls      | 1959  |             | skulptur - stål                          | vid väg 68, ovanför Fagersta Stainless 60.00431, 15.78827              | Masten                    |
| Smeden Även känd som: Arbetaren | Michail Katz     | 1937  |             | skulptur - sten                          | hörnet av Forsbackavägen och Norbergsvägen 60.01242, 15.79106          | Smeden                    |
| Sälar                           | Unna Katz        | 2003  |             | betong                                   | Ängelsberg skulpturpark koordinater saknas                             | Sälar                     |
| Himmelsbåge                     | Uta Jacobs       | 2004  |             | rostfritt stål                           | vid stationen i Ängelsberg koordinater saknas                          | Himmelsbåge               |
| Servicetornet Livslögnen        | Lars Vilks       | 2005  |             | trävirke                                 | Ängelsberg skulpturpark koordinater saknas                             | Servicetornet Livslögnen  |
| Eldtempel - Frihetens bur       | Aida Foroutan    | 2006  |             | metall                                   | vid Engelsbergs bruks bagarstuga koordinater saknas                    | Eldtempel - Frihetens bur |
| Tre gestalter                   | Lars Nyberg      | 2006  |             | trä                                      | vid Slaggarbo vid Engelsbergs bruk koordinater saknas                  | Tre gestalter             |
| Oändlig metamorfos              | Oleg Nourpeissov | 2006  |             | glas                                     | Ängelsberg skulpturpark koordinater saknas                             | Oändlig metamorfos        |
| Trattgubbar                     | Peter Tillberg   | 2009  |             | brons                                    | Ängelsberg skulpturpark koordinater saknas                             | Trattgubbar               |
| Filosofiska bänken              | Sture Collin     | 2009  |             | granit och brons                         | Ängelsberg skulpturpark koordinater saknas                             | Filosofiska bänken        |
| The Puzzled Choir               | Kent Wahlbeck    | 2010  |             | corténstål                               | vid Galleri & Kafé Fågelsången i Ängelsberg koordinater saknas         | The Puzzled Choir         |
| Okänd titel                     | Einar Eriksson   | 1930  |             | fontän - rostfritt stål                  | Vilhelminaparken 60.00461, 15.79309                                    |                           |
| Okänd titel                     | Nils Myrberg     |       |             | fontän                                   | Västanfors 59.99001, 15.81583                                          |                           |
| Maskerna                        | Claes Wiberg     |       |             | skulptur - järnplåt                      | rondellen vid Norrby teater, Floravägen/Norrbyvägen 59.99788, 15.81477 | Maskerna                  |
| Skeppstecknet                   | Kenneth Sundh    |       |             | skulptur - rostfritt stål och cortenstål | i miljödamm, Vilhelminaparken 60.00474, 15.79378                       | Skeppstecknet             |
| Skänken                         | Okänd            |       |             |                                          | i en av rondellerna längs riksväg 68 60.00001, 15.79672                | Skänken                   |
| Slussen                         | Okänd            |       |             |                                          | i rondellen korsningen riksväg 66/68 59.98372, 15.80801                | Slussen                   |
| Okänd titel                     | Maria Backman    |       |             | väggmålning                              | Bruksmuseet, yttervägg 60.00442, 15.79025                              |                           |